# Болгово Большое
Болгово Большое — деревня в Лежневском районе Ивановской области. Входит в состав Лежневского сельского поселения.

## География
Находится в юго-западной части Ивановской области на расстоянии приблизительно 6 км на запад-североо-запад по прямой от районного центра поселка Лежнево на левом берегу речки Вязьма.

## История
Деревня уже отмечалась на карте 1808 года как Бологова. В 1859 году здесь (тогда деревня в составе Ковровского уезда Владимирской губернии) было учтено 19 дворов.

## Население
Постоянное население составляло 101 человек (1859 год), 14 в 2002 году (русские 100 %), 12 в 2010.